# Marienkapelle (Oberdrackenstein)

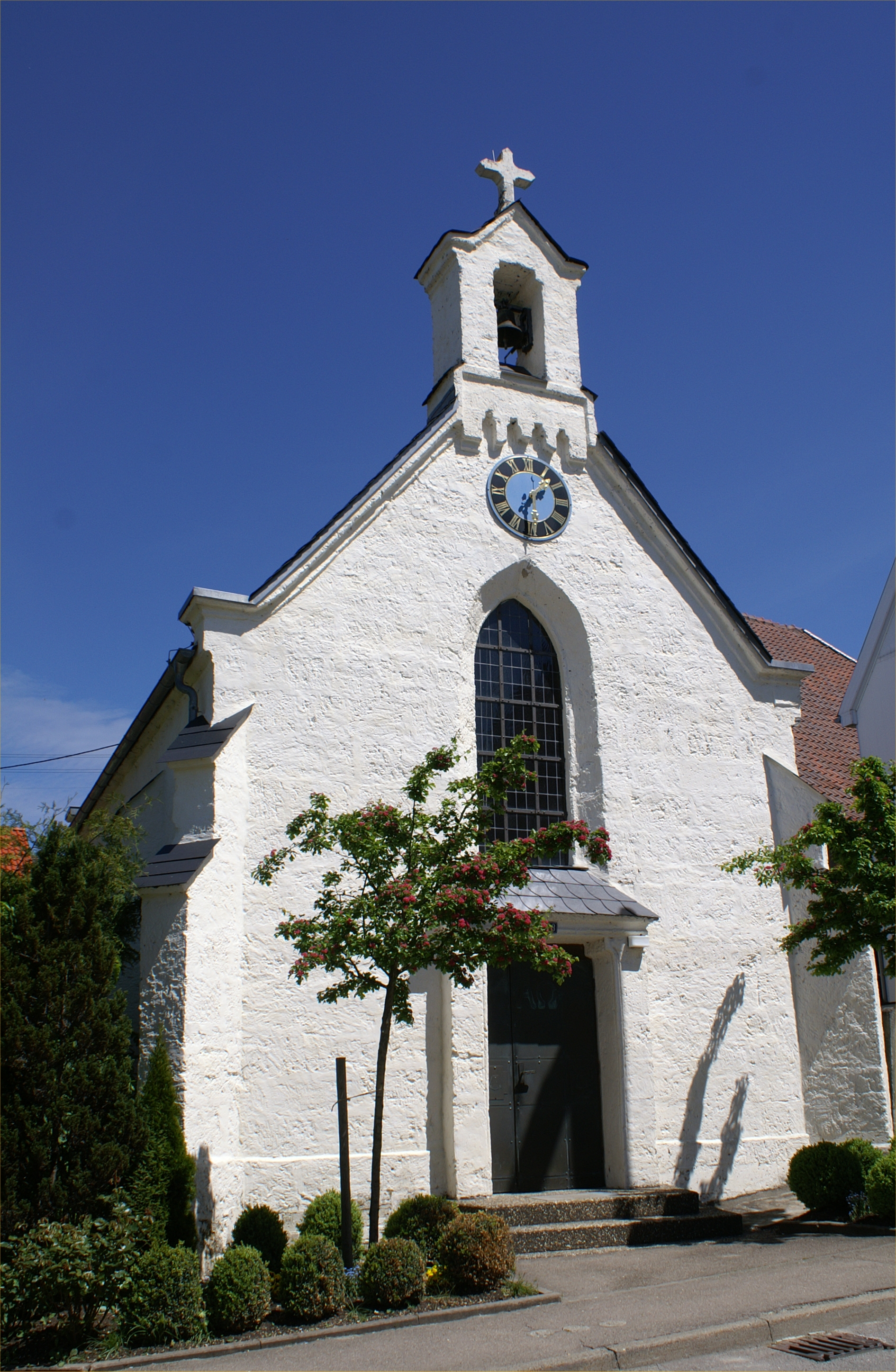
Marienkapelle (Oberdrackenstein)

Die römisch-katholische Marienkapelle ist ein geschütztes Kulturdenkmal unter der Nr. 080.001 nach dem Denkmalschutzgesetz. Sie steht im Dorf Oberdrackenstein der Gemeinde Drackenstein im Landkreis Göppingen in Baden-Württemberg. Die Kirchengemeinde gehört zum Dekanat Göppingen-Geislingen der Diözese Rottenburg-Stuttgart.

## Beschreibung
Die neugotische Saalkirche wurde 1853 nach einem Entwurf von Georg von Morlok gebaut. Sie besteht aus einem Langhaus und einem eingezogenen Chor mit Fünfachtelschluss im Nordosten. Über der Fassade im Südwesten erhebt sich ein Giebelreiter, in dem eine kleine Kirchenglocke hängt. 
Der Innenraum des Langhauses ist mit einem offenen Dachstuhl überspannt, der des Chors mit einem Kreuzrippengewölbe. Die Statuen, die das Altarretabel flankieren, hat ein Nachfolger von Michel Erhart geschnitzt.